# Santiago Derqui
Santiago Rafael Luis Manuel José María Derqui Rodríguez (Córdoba, 21 giugno 1809 – Corrientes, 5 novembre 1867) è stato un politico argentino.
È stato presidente della Confederazione Argentina dal 5 marzo 1860 al 5 novembre 1861.

## Biografia
Derqui studiò all'Università nazionale di Córdoba, laureandosi in legge nel 1831. Sempre all'università diventò professore di diritto, quindi di filosofia per poi essere nominato vicepreside. Nel 1845 sposò Modesta Garcia de Cossio con cui ebbe tre figli maschi e tre figlie femmine. Fu prima assistente ministro e poi ministro del governo della Provincia di Corrientes guidato da José María Paz e Justo José de Urquiza lo inviò quindi in Paraguay in missione diplomatica d'affari.
Nel 1854 fu eletto deputato della Provincia di Córdoba e Urquiza lo mise a capo del Ministero della giustizia, del culto e della pubblica istruzione, incarico che ricoprì per sei anni contribuendo allo sviluppo della giovane e emergente nazione. Scaduto il mandato di Urquiza, Derqui salì alla presidenza. Dal momento che era originario di Córdoba e non di Buenos Aires, ci si aspettava che sotto il suo governo le continue rivolte dei governi provinciali contro quello federale sarebbero terminate.
Derqui avallò la revisione costituzionale che conteneva modifiche che avrebbero favorito Buenos Aires e diede al paese il nome ufficiale di República Argentina. Questo fatto, unito ad altre politiche non favorevoli al resto del paese, provocarono un generale malcontento nelle provincie che sfociò nella Battaglia di Pavón. Incapace di mantenere la propria autorità, Derqui diede le dimissioni e si rifugiò a Montevideo. Mentre si trovava in esilio, Bartolomé Mitre lo aiutò a tornare da sua moglie a Corrientes, dove morì pochi anni dopo. La sua effigie era rappresentata sulla banconota da 10 Australes, attualmente fuori corso.
Massone, fu iniziato nella Loggia San Juan de la Fe di Paraná, si affiliò poi alla Loggia Constante Union di Corrientes e fu membro sia della massoneria brasiliana che di quella uruguaiana, il 21 luglio 1860 gli è stato conferito il 33º grado del Rito scozzese antico ed accettato.